# Nino Kirov
Nino Kirov Ivanov (bolgarsko Нино Киров Иванов), bolgarski šahist in šahovski velemojster, * 11. september 1945, Blagoevgrad, Bolgarija, † 25. september, 2008, Sofija.